# 陳寧 (萬曆進士)
陳寧（？—？），號葵庵，山東濟南府歷城縣人，明朝政治人物。

## 生平
萬曆十九年（1591年）辛卯科山東鄉試舉人。萬曆二十年（1592年），登壬辰科第二甲第四十一名進士，刑部觀政，二十一年授户部主事，二十二年丁憂。二十五年補原职，二十六年升员外郎，二十七年管浒墅鈔关，升郎中，二十八年丁憂。三十一年起添注工部郎中，三十二年升廣州府知府，三十七年仕至陝西副使，次年养病。

## 家族
曾祖陳鳳；祖父陳世虎；父陳大本。